# Àlex Barrera i Pasan
|  | Aquest article tracta sobre el jugador de bàsquet català. Si cerqueu el futbolista asturià, vegeu «Alejandro Barrera García». |

Àlex Barrera i Pasan, (Esplugues de Llobregat, Baix Llobregat, 1 d'abril de 1992), és un exjugador de bàsquet català que va finalitzar la seva carrera esportiva en acabar la temporada 2024-25 després d'assolir l'ascens a la Liga Endesa amb el  Silbö San Pablo Burgos.